# Cobra Record
La Cobra Record è stata una etichetta discografica italiana.

## Storia
Fu fondata dal barone Enrico Carrà nel 1970; la sede era a Parma.
Oltre a Carrà, facevano parte dello staff dell'etichetta Giorgio Termignoni (che era stato direttore commerciale della Miura) e Rita Gioia, responsabile dell'Ufficio Stampa e Pubblicità.
La Cobra Record si affidava per la distribuzione alla Saint Martin Record.
Per l'etichetta pubblicarono tra gli altri l'ex componente dell'Equipe 84 Romano Morandi (con lo pseudonimo Romano VIII), I Tombstones (il complesso di Iskra Menarini), Vasso Ovale, l'attrice e cantante Giulia Shell, Don Miko e il gruppo di rock progressivo Rocky's Filj (il cui 45 giri di debutto venne pubblicato con la denominazione Roky's Fily).
A metà del decennio la Cobra Record cessò l'attività.
Nel 2011 l'etichetta è stata citata all'interno del romanzo Rock - i delitti dell'uomo nero di Danilo Arona.

## Dischi
La datazione qui riportata si basa sull'etichetta del disco o sulla copertina; qualora nessuno di questi elementi abbia una datazione, è basata sulla numerazione del catalogo; talora è, infine, basata sul codice della matrice di stampa. Se esistenti, sono riportati, oltre all'anno, il mese e il giorno (quest'ultimo dato si trova, a volte, stampato sul vinile).

### 45 giri
| Numero di catalogo | Anno           | Interprete                       | Titoli                                  |
| ------------------ | -------------- | -------------------------------- | --------------------------------------- |
| COB 001            | 1970           | Romano VIII                      | La vita è bella/Soli alla stazione      |
| COB 002            | 1970           | Roky's Fily                      | Ingrid/Lo spettro                       |
| COB 003            | 1970           | Giulia Shell                     | La fine di un grande amore/Se te ne vai |
| COB NP 006         | 1971           | I Tombstones                     | Mi ripenserai/Capelli al vento          |
| COB NP 009         | 24 giugno 1971 | Vasso Ovale                      | Raffaella/Tu non sei come lei           |
| COB NP 014         | 1971           | Claudio Valle e la sua orchestra | E' la vita dei giovani/Ritmo mod        |
| COB NP 019         | 1971           | Don Miko                         | Susanna T./Occhi tristi                 |
| COB NP 021         | Gennaio 1972   | I Privilege                      | California Joe/Fool dream               |